# Antonio Miguel
Antonio Miguel (Zárate (provincia de Buenos Aires), 26 de julio de 1896 - Argentina, 28 de febrero de 1976) apodado El Petiso, fue un futbolista argentino que jugaba como delantero y tuvo una destacada trayectoria en el fútbol de la ciudad de Rosario. Fue uno de los primeros futbolistas de la historia en jugar en los dos grandes clubes de Rosario (Rosario Central y Newell's Old Boys).

## Carrera
Se inició en la quinta división de Embarcaderos Córdoba y Rosario (hoy conocido como Argentino de Rosario) en 1913. Al año siguiente hizo su debut en la primera división rosarina representando al club salaíto, cuando contaba con tan sólo quince años de edad. Embarcaderos se impuso por 1 a 0 y el gol de la victoria lo anotó Antonio Miguel.

### Primera etapa en Rosario Central y su paso por Newell´s
En 1918, pasó a Rosario Central, club con el que aquel año fue subcampeón. Al año siguiente, fue parte del equipo que ganó la Copa Nicasio Vila (perteneciente a la primera división de la Liga Rosarina de Fútbol), donde tuvo grandes actuaciones.
En julio de 1920 Rosario Central se desafilió de la Liga Rosarina, para incorporarse a la disidente Asociación Amateurs Rosarina de Football recién creada. Esto hizo que todos los jugadores de la plantilla centralista fueran declarados libres por la Liga Rosarina, acordándoles un plazo de quince días para que se busquen un nuevo club. Varios futbolistas continuaron en el club de Arroyito, pero algunos otros decidieron no continuar. Antonio Miguel fue uno de estos últimos, y de inmediato se sumó a las filas del "eterno rival": Newell’s Old Boys. En el conjunto rojinegro disputó dieciocho encuentros y marcó cuatro goles entre 1920 y 1921. Con el club del Parque de la Independencia ganó la Copa Nicasio Vila de 1921.

### Segunda etapa en Rosario Central
En septiembre de 1921 regresó a Rosario Central. En su segundo paso por el conjunto auriazul, ganó la Copa Estímulo de la Liga Rosarina de Fútbol de 1922 y el título de Liga de 1923. Después de aquello, en 1924 jugó un año en Gimnasia y Esgrima de Santa Fe, compartiendo equipo con excompañeros de Rosario Central, como Ennis Hayes y Juan Francia.

### Su paso a Tiro Federal
En 1925 se incorporó a Tiro Federal, donde vivió una de las épocas más exitosas de la entidad tirolense: se consagró campeón rosarino ese mismo año, repitiendo el título en 1926, algo inédito para la Liga Rosarina.

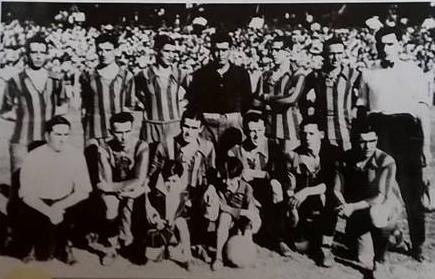
Equipo de Rosario Central que se coronó en 1928, al vencer 1 a 0 a Newell's en partido desempate jugado en terreno rojinegro.

Un hecho que reflejó sus dotes de futbolista hábil ocurrió el 11 de junio de 1926. Ese día se enfrentaron en la cancha de Newell’s Old Boys la Selección de la Liga Rosarina ante el Real Club Deportivo Espanyol de Barcelona, que contaba en su equipo titular con el famoso arquero Ricardo Zamora. Esa tarde los rosarinos se impusieron por 3 a 0 y dos de los tantos los conquistó El Petiso Miguel. Tan es así que El Divino Zamora se la pasó gritándoles a sus compañeros en defensa que “¡cuiden al pequeñín!”, refiriéndose a Antonio Miguel.

### Su etapa en Racing Club de Avellaneda y su tercera etapa en Central
Sus grandes desempeños lo llevaron a Racing Club de Avellaneda, donde jugó en 1927, pero no pudo destacarse demasiado. Luego en 1928 retornó al elenco canalla, siendo nuevamente campeón rosarino. En el cuadro auriazul permaneció hasta 1930, año en que se adjudicó una vez más el campeonato de primera división de la Liga Rosarina.

## Selección nacional
Antonio Miguel vistió la casaca de la Selección Argentina en varias oportunidades. Asimismo defendió la camiseta albiceleste en los certámenes sudamericanos de 1920, 1923, y 1926

## Clubes
| Club                          | País      | Año       |
| ----------------------------- | --------- | --------- |
| Embarcadero                   | Argentina | 1914-1917 |
| Rosario Central               | Argentina | 1918-1920 |
| Newell's Old Boys             | Argentina | 1920-1921 |
| Rosario Central               | Argentina | 1922-1923 |
| Gimnasia y Esgrima (Santa Fe) | Argentina | 1924      |
| Tiro Federal                  | Argentina | 1925-1926 |
| Racing Club de Avellaneda     | Argentina | 1927      |
| Rosario Central               | Argentina | 1928-1930 |

## Palmarés

### Torneos locales oficiales

#### Con Rosario Central
- Liga Rosarina de Fútbol (4): 1919, 1923, 1928, y 1930[10]
- Copa Estímulo de la Liga Rosarina de Fútbol (1): 1922

#### Con Newell´s Old Boys
- Liga Rosarina de Fútbol (1): 1921

#### Con Tiro Federal
- Liga Rosarina de Fútbol (2): 1925 y 1926